# Sinus Iridum
Sinus Iridum és un cràter lunar amb forma de badia, situat al nord-oest del mare Imbrium. Està vorejat pels montes Jura i el seu interior és pràcticament pla, llevat de suaus ondulacions.
Després que el cràter es formés, un gran impacte va crear la Mare Imbrium i va ser aleshores quan el cràter va adoptar la forma de badia en perdre la meitat de la seva vora. El seu nom vol dir 'badia de l'Arc de Sant Martí' i va ser anomenat per Giovanni Battista Riccioli.